# Deadline (bande dessinée)
Pour les articles homonymes, voir Deadline.
Deadline est une bande dessinée de Laurent-Frédéric Bollée et Christian Rossi de genre western.

## Résumé
En 1864, pendant la guerre de Sécession, Louis Paugham est un jeune confédéré chargé de surveiller des prisonniers nordistes. Peu à peu, il tombe amoureux d'un prisonnier afro-américain.